# Peter Voswinckel
Peter Voswinckel (* 9. November 1951 in Soest) ist ein deutscher Medizinhistoriker.

## Leben
Voswinckel ging in Soest zur Schule. Nach dem Abitur 1970 begann er ein Studium der Geschichte und Philosophie sowie der Humanmedizin. 1981 erfolgte die Approbation. Zunächst arbeitete Voswinckel als Assistenzarzt in der Hämatologie und Onkologie in München und Karlsruhe. 1985 begann er im Fach Medizingeschichte zu arbeiten und habilitierte sich 1990 in Aachen. Von 1992 bis 2002 war er als wissenschaftlicher Mitarbeiter am Institut für Medizin- und Wissenschaftsgeschichte in Lübeck beschäftigt.
Seine Forschungsschwerpunkte lagen hier im Bereich Ärztliche Biographik sowie Emigrationsforschung.
1997 wurde Voswinckel zum außerplanmäßigen Professor an der RWTH Aachen ernannt. Nach 2002 war er zunächst freiberuflich als Medizinhistoriker tätig und hatte von 2012 bis 2021 die Leitung der Historischen Forschungsstelle und des Archivs der Deutschen Gesellschaft für Hämatologie und Medizinische Onkologie in Berlin inne.

## Familie
Voswinckel wurde als jüngster Sohn des Kaufmanns Carl Voswinckel (1902–1967) und seiner Ehefrau Käthe Voswinckel, geb. Siepmann, (1910–1994) geboren; er ist ein Enkel des Schmiedefabrikanten Emil Siepmann (1863–1950). Voswinckel ist verheiratet und hat zwei Kinder; seit 2020 lebt er wieder in Schleswig-Holstein.

## Publikationen
- Der Fall Seveso. Kurzfassung eines Seminarvortrags mit Bildern. Seminar über Umweltprobleme mit Besonderer Berücksichtigung der Strahlenbelastung, Universität Münster, WS 76/77. Institut für Strahlenbiologie. Klartext, Bremen 1977.
- Arzt und Auto. Das Auto und seine Welt im Spiegel des Deutschen Ärzteblattes von 1907 bis 1975 (= Studien zur Medizin-, Kunst- und Literaturgeschichte. Bd. 4). Murken-Altrogge, Münster 1981, ISBN 3-921801-06-0. doi:10.4126/FRL01-006427234.
- 50 Jahre Deutsche Gesellschaft für Hämatologie und Medizinische Onkologie. Murken-Altrogge, Herzogenrath 1987, ISBN 3-921801-47-8.
- Der schwarze Urin. Vom Schrecknis zum Laborparameter. Urina Nigra. Alkaptonurie, Hämoglobinurie, Myoglobinurie, Porphyrinurie, Melanurie. Blackwell Wissenschaft, Berlin 1993 [Vertrieb: Georg Olms Verlag, Hildesheim], ISBN 3-89412-123-8.
- als Herausgeber: Isidor Fischer: Biographisches Lexikon hervorragender Ärzte der letzten fünfzig Jahre. Band III: Nachträge und Ergänzungen (Abad–Komp). Olms, Hildesheim 2002, ISBN 3-487-11659-6.
- Geführte Wege. Die Lübecker Märtyrer in Wort und Bild. Butzon & Bercker, Kevelaer 2010, 3. Aufl. 2011, ISBN 978-3-7666-1391-2.
- Dokumente zum Thema Lübecker Märtyrer 1941–1945, im Auftrag des Kulturbüros der Hansestadt Lübeck, gefördert von der Gemeinnützigen Sparkassenstiftung zu Lübeck, zusammengestellt von Peter Voswinckel. Ohne Verlag, Lübeck 2011
- 1937-2012. Die Geschichte der Deutschen Gesellschaft für Hämatologie und Onkologie im Spiegel ihrer Ehrenmitglieder. – „Verweigerte Ehre“. Dokumentation zu Hans Hirschfeld. Deutsche Gesellschaft für Hämatologie und Medizinische Onkologie e. V.: [Berlin 2012] 3. Ergänzte Aufl. Berlin 2020, 170 S. ISBN 978-3-00-039487-4. doi:10.4126/FRL01-006424707.
- Erinnerungsort Krebsbaracke. Klarstellungen um das erste interdisziplinäre Krebsforschungsinstitut in Deutschland (Berlin, Charité). 1. Aufl. 2014, 2. durchgesehene und erweiterte Aufl. 2019. Deutsche Gesellschaft für Hämatologie und Onkologie (DGHO), Berlin, ISBN 978-3-9816354-2-3. doi:10.4126/FRL01-006424706.
- Das verschüttete Antlitz des Generalsekretärs. Spurensuche als posthume Würdigung von Prof. George Meyer (1860–1923). Zugleich ein medizinhistorisches Lehrstück. Deutsche Gesellschaft für Hämatologie und Medizinische Onkologie (DGHO), Berlin 2015, ISBN 978-3-9816354-8-5. doi:10.4126/FRL01-006427417.
- Fundstücke aus dem DGHO-Archiv 1937-2017. Deutsche Gesellschaft für Hämatologie und Medizinische Onkologie, Berlin 2017, 2. durchges. und erg. Auflage 2021, ISBN  978-3-9818079-2-9.  doi:10.4126/FRL01-006426870.
- Dr. med. Josef Löbel, Franzensbad/Berlin (1882–1942). Botschafter eines heiteren deutschen Medizin-Feuilletons in Wien – Berlin – Prag. 1. Aufl. 2018, 3. durchgesehene und ergänzte Aufl. 2021. Deutsche Gesellschaft für Hämatologie und Medizinische Onkologie (DGHO), Berlin 2021, ISBN 978-3-9818079-4-3, 178 Seiten. doi:10.4126/FRL01-006425659.
- Verwässerung und Verleugnung einer Gründungsgeschichte der Onkologie. Ernst von Leyden und seine Bedeutung für Disziplinbildung und Internationalität. Hrsg. von der Deutschen Gesellschaft für Hämatologie und Medizinische Onkologie DGHO e. V., Selbstverlag DGHO e. V., Berlin 2019, ISBN 978-3-9818079-8-1. doi:10.4126/FRL01-006429431.
- Nachrufe und Gedenkartikel. Ernst von Leyden (1832–1910). Hrsg. von der Deutschen Gesellschaft für Hämatologie und Medizinische Onkologie DGHO e. V. (Historische Forschungsstelle und Archiv), Selbstverlag DGHO e. V., Berlin 2019. Digitale Version dem obenstehenden Titel (2019) beigeheftet.